# SASCA
SASCA Airlines es una aerolínea venezolana fundada en 1991, especializada en ofrecer vuelos nacionales e internacionales. Su misión es proporcionar transporte aéreo de calidad, confiabilidad y seguridad, operando principalmente en rutas regionales de Venezuela y el Caribe. 
La aerolínea es conocida por ofrecer servicios de carga y vuelos chárter, además de su flota de aeronaves adaptadas a las necesidades del mercado regional.

## Historia
SASCA Airlines fue fundada en 1991 en Venezuela, con el objetivo de conectar los principales destinos nacionales e internacionales con un servicio confiable y accesible. Desde su creación, la aerolínea ha mantenido un enfoque en la seguridad y la puntualidad, y ha sido un pilar del transporte aéreo en Venezuela.
En sus primeros años, SASCA se concentró principalmente en rutas nacionales, pero con el tiempo expandió su cobertura, ofreciendo conexiones hacia destinos del Caribe. La aerolínea ha pasado por diversos cambios administrativos y operativos, adaptándose a los retos del sector aéreo de Venezuela, incluyendo la fluctuación de la demanda y los cambios en la normativa.
Actualmente ofrece vuelos a Los Roques y a San Fernando de Apure desde el Aeropuerto Internacional de Maiquetía Simón Bolívar.

## Destinos
A partir de febrero de 2025, SASCA ofrece vuelos a los siguientes destinos:
| Países    | Destinos                | Aeropuertos                                         |
| --------- | ----------------------- | --------------------------------------------------- |
| Venezuela | Archipiélago Los Roques | Aeropuerto Los Roques                               |
| Venezuela | Caracas                 | Aeropuerto Internacional de Maiquetía Simón Bolívar |
| Venezuela | San Fernando de Apure   | Aeropuerto Las Flecheras                            |

## Flota
SASCA Airlines opera una flota compuesta por aeronaves de corta distancia:
| Aeronaves                      | En servicio | Pedidos | Estacionados | Pasajeros (clase única) | Matrículas |
| ------------------------------ | ----------- | ------- | ------------ | ----------------------- | ---------- |
| British Aerospace Jetstream 31 | 2           | —       | —            | 19                      | YV3439     |
| British Aerospace Jetstream 31 | 2           | —       | —            | 19                      | YV3438     |
| British Aerospace Jetstream 32 | 1           | —       | —            | 19                      | YV1116     |
| Beechcraft Baron               | 1           | —       | —            | 5                       | YV1110     |
| Cessna 337 Skymaster           | —           | —       | 1            | 5                       | YV-773C    |
| Cessna 500 Citation I          | 1           | —       | —            | 5                       | YV3488     |
| Swearingen Merlin              | 1           | —       | —            | 9 o más                 | YV1412     |
| Total                          | 6           | —       | 1            |                         |            |

### Flota histórica
| Aeronaves          | Total | Introducido | Retirado | Matrículas                                  |
| ------------------ | ----- | ----------- | -------- | ------------------------------------------- |
| Beechcraft 1900    | 1     | 2000        | 2005     | YV-1070C                                    |
| Cessna 208 Caravan | 3     | 1998        | 2007     | YV-1069C, YV-1126C (rrg. YV184T) y YV-1149C |
| Cessna 401         | 1     | ??          | ??       | YV-771C                                     |
| Piper PA-34 Seneca | 1     | ??          | c. 2002  | YV-772C                                     |